# Skutskär
Skutskär (em sueco: Skutskär;  PRONÚNCIA) é uma pequena cidade da província histórica de Uppland.

Tem cerca de 6 075 habitantes, e é a sede do município de Älvkarleby , no condado de Uppsala, situado no centro da Suécia.